# 万年橋 (多摩川)
万年橋（まんねんばし）、東京都青梅市畑中一丁目 - 大柳町の多摩川に架かる国道411号の上り橋長93 m（メートル）のアーチ橋および下り橋長96.3 mのトラス橋。

## 概要
万年橋旧橋は鋼アーチ橋にコンクリートを巻き立てて鉄骨コンクリートアーチ橋に改造された経歴を持つ。
万年橋は多摩川の河川管理上の境界であり、下流側は国土交通省関東地方整備局京浜河川事務所が、上流側は東京都西多摩建設事務所が担当する。
上り
- 形式 - RC上路固定オープンアーチ橋
- 活荷重 - B活荷重
- 道路規格 - 第4種第1級
- 橋長 - 93.000 m
- 支間割 - 92.200 m
  - アーチ支間 - 82.000 m
- アーチライズ - 8.500 m
- 幅員
  - 総幅員 - 8.000 m
  - 有効幅員 - 7.000 m
  - 車道 - 4.000 m
  - 歩道 - 片側3.100 m
- 設計 - 建設技術研究所
- 施工 - 三井住友建設
- 架設工法 - メラン材ロアリング工法

下り
- 形式 - 鋼上路単純トラス橋
- 橋長 - 96.3 m
  - 支間割 - 78 m
- 有効幅員 - 6.0 m
- 床版 - 鉄筋コンクリート
- 総鋼重 - 206 t
- 施工 - 宮地鐵工所[注釈 1]

## 歴史
江戸時代の多摩川には万年橋と呼ばれる橋が3橋あり、現在の梅沢橋下流、御岳橋上流、神代橋上流のところにあった。これはいずれも木造アーチ構造であった。
1688年（元禄元年）に六郷橋の架橋をやめて以後、江戸時代中期から明治時代初期まで多摩川には万年橋はより下流には架橋されていなかった。
現在の万年橋の位置にはそれまで大柳の渡しがあり、1897年（明治40年）5月に初代の万年橋となる木造アーチ橋が架橋された。この橋は橋長89 m、支間74 m、幅員3.3 m、アーチライズ1/2.8のアーチ橋で戦前木造アーチ橋の最大支間長を誇った。設計は金井彦三郎、施工は久保田多三郎であった。
1907年（明治40年）8月に永久橋として2代目の鋼上路2ヒンジブレースドリブアーチ橋が架橋された。
1943年（昭和18年）にアーチ橋をコンクリートで被覆し、床版を鉄筋コンクリートに置き換えた鉄筋コンクリート上路2ヒンジアーチ橋に改造される。
1974年（昭和49年）上流側に平行してトラス橋を架設して下り用とし、現橋は上り用となる。
アーチ橋の老朽化から2005年（平成17年）に旧橋を撤去後、同じ位置に鉄筋コンクリートアーチ橋に架替えられる。

### 旧橋の諸元
- 形式 - メラン式鉄筋コンクリートアーチ橋[注釈 4]
- 橋格 - 二等橋
- 橋長 - 89.1 m
- アーチ支間 - 75.78 m
- 幅員 - 3.6 m
- 床版 - 鉄筋コンクリート[注釈 5]
- 橋台 - 重力式コンクリート（直接基礎）